# May Sarton
Eleanore Marie Sarton, conocida por su seudónimo May Sarton, (Wondelgem, 3 de mayo de 1912 – York, 16 de julio de 1995) fue una poeta, novelista y memorialista estadounidense. De origen belga y estadounidense, es considerada una figura contemporánea clave en la literatura estadounidense, así como una 'poeta de poetas', y es admirada por críticos literarios y feministas por sus trabajos que abordan temas de género, sexualidad y universalidad.

## Biografía
Sarton nació en Wondelgem, Bélgica (hoy parte de la ciudad de Gante), siendo hija única de la artista inglesa Mabel Eleanor Elwes y el historiador de la ciencia George Sarton. Cuando las tropas alemanas invadieron Bélgica después del asesinato del archiduque Francisco Fernando de Austria en 1914, su familia huyó a Ipswich, Inglaterra, donde vivía la abuela materna de Sarton. 
Un año después, se mudaron a Boston, donde su padre comenzó a trabajar en la Universidad de Harvard. Sarton comenzó a recibir clases de teatro a finales de su adolescencia, y continuó escribiendo poesía durante su adolescencia. Asistió a la universidad en Cambridge, graduándose de Cambridge High and Latin School en 1929. Sarton ganó una beca para Vassar College, pero se sintió atraída por el teatro después de ver a la actriz Eva Le Gallienne en la obra The Cradle Song. Sintió que debía unirse al Civic Repertory Theatre de Le Gallienne en Nueva York, y pasó un año trabajando como aprendiz. Sin embargo, continuó escribiendo poesía. Cuando tenía diecisiete años, publicó una serie de sonetos en diciembre de 1930, algunos de los cuales aparecieron en su primer volumen titulado Encounter in April (1937).
Cuando tenía diecinueve años, Sarton viajó a Europa en 1931 y vivió en París durante un año. En esa época, conoció a algunas figuras literarias y culturales destacadas como Virginia Woolf, Elizabeth Bowen, Julian Huxley y Juliette Huxley, Lugné-Pöe, actor y fundador del Théâtre de l'Oeuvre, Basil de Sélincourt y SS Koteliansky. Sarton tuvo relaciones con los Huxley. Fue en este entorno y contexto donde publicó su primera novela, The Second Hound (1938).
En 1945 en Santa Fe, Nuevo México, conoció a Judith "Judy" Matlack (9 de septiembre de 1898 - 22 de diciembre de 1982), que se convirtió en su compañera durante los siguientes trece años. Se separaron en 1956, cuando el padre de Sarton murió y Sarton se mudó a Nelson, New Hampshire. Honey in the Hive (1988) trata sobre su relación. En sus memorias At Seventy, Sarton reflexionaba sobre la importancia de Judy en su vida y cómo su formación unitaria universalista la ayudó a convertirse en lo que era. Fue elegida miembro de la Academia Estadounidense de las Artes y las Ciencias en 1958.
Sarton se mudó más adelante a York, en Maine. En 1990, sufrió un derrame cerebral, que debilitó temporalmente su proceso de escritura. Como escribir era difícil, comenzó a usar una grabadora, lo que resultó en su diario Endgame: A Journal of the Seventy-Ninth Year (1992), que fue grabado y transcrito desde un casete. A pesar de las dificultades físicas, ella siempre mantuvo su sentido de independencia. Endgame fue seguido por la revista Encore: A Journal of the Eightieth Year (1993). Encore es una celebración de la vida de Sarton, con o sin las limitaciones de la vejez. Ganó el Premio Levinson de Poesía en 1993. El último libro de Sarton, Coming Into Eighty (1995), publicado después de su muerte, cubre el año desde julio de 1993 hasta agosto de 1994. Mientras todavía luchaba con la experiencia de llegar a la vejez, Sarton mantuvo una gratitud similar por la vida en Coming Into Eighty como lo hizo con Encore. Murió de cáncer de mama el 16 de julio de 1995 y está enterrada en el cementerio Nelson en New Hampshire.

## Obras y temas
En el momento de su fallecimiento, May Sarton había escrito 53 libros, incluidas 19 novelas, 17 libros de poesía, 15 obras de no ficción, 2 libros infantiles, una obra de teatro y varios guiones. Según The Poetry Foundation, el estilo de Sarton tal y como ha sido definido por los críticos es "tranquilo, culto y urbano". En gran parte de sus escritos, Sarton mantiene una lente consciente desde el punto de vista político, pero lo que se considera el mejor y más imperecedero trabajo de May Sarton radica en sus diarios y memorias, particularmente Plant Dreaming Deep (sobre sus primeros años en Nelson, ca. 1958-68), Journal of a Solitude (1972-1973, a menudo considerada la mejor), The House by the Sea (1974-1976), Recovering (1978-1979) y At Seventy (1982-1983). En estos relatos frágiles, divagantes y honestos de su vida solitaria, ella trata temas como el envejecimiento, el aislamiento, la soledad, la amistad, el amor y las relaciones, el lesbianismo, la duda, el éxito y el fracaso, la envidia, la gratitud por los placeres simples de la vida, el amor. de la naturaleza (particularmente de las flores), las estaciones cambiantes, la espiritualidad y, lo que es más importante, las luchas constantes de una vida creativa. Las últimas publicaciones de Sarton no son de la misma calidad, ya que se esforzó por seguir escribiendo incluso a pesar de sus problemas de salud a través del dictado. 
Aunque muchos de sus primeros trabajos, como Encounter in April, contienen vívidas imágenes eróticas femeninas, May Sarton a menudo enfatizó en sus diarios que no se veía a sí misma como una escritora lesbiana "La visión de la vida en mi trabajo no se limita a un segmento de la humanidad... y tiene poco que ver con la proclividad sexual ". Más bien, quería tratar lo que es universalmente humano sobre el amor en todas sus manifestaciones. Al publicar su novela Mrs. Stevens hears the Mermaids Singing en 1965, temía que escribir abiertamente sobre el lesbianismo llevaría a una disminución del valor previamente adquirido por su trabajo. "El miedo a la homosexualidad es tan grande que fue muy valiente escribir Mrs. Stevens hears the Mermaids Singing ", escribió en Journal of a Solitude ", para escribir una novela sobre una mujer homosexual que no es una maníaca sexual, una borracha, una drogadicta, o repulsiva de cualquier manera, para retratar a una homosexual que no es lamentable ni desagradable, sin sentimentalismo." Después de la publicación del libro, muchos de los trabajos de Sarton comenzaron a estudiarse en las clases de estudios universitarios de mujeres, siendo acogidos por feministas y lesbianas por igual. Sin embargo, el trabajo de Sarton no debe clasificarse solo como 'literatura lésbica', ya que sus trabajos desarrollan muchos problemas profundamente humanos tales como el amor, la soledad, el envejecimiento, la naturaleza, las dudas, etc., comunes tanto para hombres como para mujeres. 
La controvertida biografía de Margot Peters (1998) reveló a May Sarton como una persona compleja que a menudo sufría en sus relaciones. Susan Sharman editó una edición seleccionada de las cartas de Sarton en 1997 y muchos de los documentos de Sarton se encuentran en la Biblioteca Pública de Nueva York.

### Poesía
- Encounter in April (1937)
- Inner Landscape (1939)
- The Lion and the Rose (1948)
- The Land of Silence (1953)
- In Time Like Air (1958)
- Cloud, Stone, Sun, Vine (1961)
- A Private Mythology (1966)
- As Does New Hampshire (1967)
- A Grain of Mustard Seed (1971)
- A Durable Fire (1972)
- Collected Poems, 1930-1973 (1974)
- Selected Poems of May Sarton (edited by Serena Sue Hilsinger and Lois Brynes) (1978)
- Halfway to Silence (1980)
- Letters from Maine (1984)
- Collected Poems, 1930-1993 (1993)
- Coming Into Eighty (1994) Winner of the Levinson Prize
- From May Sarton's Well: Writings of May Sarton (edited by Edith Royce Schade) (1999)

### No ficción
- I Knew a Phoenix:  Sketches for an Autobiography (1959)
- Plant Dreaming Deep (1968)
- Journal of a Solitude (1973)
- A World of Light (1976)
- The House by the Sea (1977)
- Recovering: A Journal (1980)
- Writings on Writing (1980)
- May Sarton:  A Self-Portrait (1982)
- At Seventy: A Journal (1984)
- After the Stroke (1988)
- Endgame: A Journal of the Seventy-Ninth Year (1992)
- Encore:  A Journal of the Eightieth Year (1993)
- At Eighty-Two (1996)

|

### Novelas
- The Single Hound (1938)
- The Bridge of Years (1946)
- The Return of Corporal Greene (1946)
- Shadow of a Man (1950)
- A Shower of Summer Days (1952)
- Faithful are the Wounds (1955)
- The Birth of a Grandfather (1957)
- The Fur Person (1957)
- The Small Room (1961)
- Joanna and Ulysses (1963)
- Mrs. Stevens Hears the Mermaids Singing (1965)
- Miss Pickthorn and Mr. Hare (1966)
- The Poet and the Donkey (1969)
- Kinds of Love (1970)
- As We Are Now (1973)
- Crucial Conversations  (1975)
- A Reckoning (1978)
- Anger (1982)
- The Magnificent Spinster (1985)
- The Education of Harriet Hatfield (1989)

### Libros infantiles
- Punch's Secret (1974)
- A Walk Through the Woods (1976)

### Teatro
- The Music Box Bird (1993)

### Cartas
- May Sarton: Selected Letters (1997)
- Dear Juliette: Letters of May Sarton to Juliette Huxley (1999)